# Матеус Фернандес Сікейра
Матеус Фернандес Сікейра (порт. Matheus Fernandes Siqueira; народився 30 червня 1998 року в Ітабораї, штат Ріо-де-Жанейро) — бразильський футболіст, півзахисник клубу ««Палмейрас»».

## Життєпис
Фернандес — вихованець клубу «Ботафого». 28 січня 2017 року в поєдинку Ліги Каріоки проти «Нова-Ігуасу» Матеус дебютував в основному складі. 29 травня в матчі проти «Баїї» він дебютував в бразильській Серії А. 2018 року Фернандес допоміг клубу виграти Лігу Каріока.
31 січня 2020 року Матеуса Фернандеса офіційно представили як гравця «Вальядоліда». Формально гравця «Палмейрас» віддав у оренду. Проте 1 липня того ж року набуде чинності трансфер до «Барселони», сума якого становила 7 млн євро.

## Статистика виступів
Станом на 16 серпня 2020
| Клуб                | Сезон              | Ліга               | Ліга | Ліга | Ліга штату | Ліга штату | Кубок | Кубок | Європа | Європа | Інші | Інші | Загалом | Загалом |
| Клуб                | Сезон              | Дивізіон           | Ігри | Голи | Ігри       | Голи       | Ігри  | Голи  | Ігри   | Голи   | Ігри | Голи | Ігри    | Голи    |
| ------------------- | ------------------ | ------------------ | ---- | ---- | ---------- | ---------- | ----- | ----- | ------ | ------ | ---- | ---- | ------- | ------- |
| Ботафого            | 2017               | Серія A            | 22   | 0    | 6          | 0          | 5     | 0     | 7      | 0      | —    | —    | 40      | 0       |
| Ботафого            | 2018               | Серія A            | 33   | 0    | 7          | 0          | 0     | 0     | 5      | 1      | —    | —    | 45      | 1       |
| Ботафого            | Загалом            | Загалом            | 55   | 0    | 13         | 0          | 5     | 0     | 12     | 1      | —    | —    | 85      | 1       |
| Палмейрас           | 2019               | Серія A            | 11   | 1    | —          | —          | 1     | 0     | 0      | 0      | —    | —    | 12      | 1       |
| Вальядолід (оренда) | 2019–2020          | Ла-Ліга            | 3    | 0    | —          | —          | —     | —     | —      | —      | —    | —    | 3       | 0       |
| Барселона           | 2020–2021          | Ла-Ліга            | 0    | 0    | —          | —          | 0     | 0     | 0      | 0      | —    | —    | 0       | 0       |
| Загалом за кар'єру  | Загалом за кар'єру | Загалом за кар'єру | 69   | 1    | 13         | 0          | 6     | 0     | 12     | 1      | 0    | 0    | 100     | 2       |

1. ↑  Ігри в Кубок Лібертадорес
2. ↑  Ігри в Південноамериканський кубок

## Досягнення
Командні
 «Ботафого»
- Чемпіон штату Ріо-де-Жанейро (1): 2018
- Володар Кубка Іспанії (1):

«Барселона»: 2020-21
- Володар Кубка Лібертадорес (1):

«Палмейрас»: 2021